# الوثبة(أبو ظبي)
الْوَثْبَة إحدى ضواحي أبو ظبي في الإمارات العربية المتحدة وتقع بالقرب من أرض رطبة غير بعيدة عن المطار الدولي.

## تاريخها
بعد أن أصبح الشيخ زايد بن سلطان آل نهيان حاكماً على إمارة أبو ظبي في عام 1966، شرع في تطوير الإمارة، وذلك بأن أنفق على الرعاية الصحية والتعليم والبنية التحتية. ومن ضمن خطته لتطوير مدينة أبو ظبي في الثمانينيات، دعا السير ويليام أتكينز، من شركة أتكنز للتخطيط (بالإنجليزية: WS Atkins and Partners)‏ لتطوير أبو ظبي وما سيصبح لاحقا ضواحي الوثبة، أي الشهامة وبني ياس، حيث استقر عدد من البدو المحليين والمهاجرين من أجزاء أخرى من شبه الجزيرة العربية بتشجيع من الشيخ زايد.

## محمية الأراضي الرطبة
تقع محمية الوثبة للأراضي الرطبة بين بني ياس والمصفح وطريق أبو ظبي-العين، وقد أنشأها الشيخ زايد في عام 1998، وهي موطن لطيور مثل طائر الفلامنجو الكبير، إلى جانب الحياة المائية. تبوأت المحمية صفة موقع رامسار منذ عام 2013.

## سجن الوثبة
في التسعينيات، احتُجزت العاملة الفلبينية سارة بالاباجان في سجن الوثبة بتهمة قتل رب عملها، والتي زعمت أنها كانت بمثابة دفاع عن النفس. حُكم عليها بالإعدام مبدئيًا ولكن تم العفو عنها لاحقًا بعد تدخل الشيخ زايد. تم تقصير عقوبتها إلى عام واحد وتم ترحيلها لاحقًا إلى الفلبين.
عام 2009 كان عضو عائلة أبو ظبي الملكية، عيسى بن زايد آل نهيان، موضوع دعوى قضائية رفعها موظفه الذي زعم أنه قام بسجنه وتعذيبه في سجن الوثبة.
عام 2011 سُجن أحمد منصور، الحائز على جائزة مارتن إينالز المرموقة للمدافعين عن حقوق الإنسان في عام 2015، بسبب نشاط متعلق بالتعبير "نشر معلومات وشائعات كاذبة"، واحتُجز منصور في الحبس الانفرادي وحظر الاتصال بمحام.

## مشاهير
- هزاع المنصوري، رائد فضاء إماراتي[11][12]